# Тануджа
Тануджа (на английски: Tanuja; марати: तनूजा समर्थ) е боливудска актриса.

## Биография
Рожденото ѝ име е Тануджа Самарт. Нейната майка Шобна е популярна актриса през 30-те и 40-те години на XX век. През 1972 година Тануджа се запознава с режисьора Шому Мукерджи. Година по-късно, през 1973, двамата сключват брак. Тануджа е майка на актрисите Каджол и Таниша.

## Кариера
Тануджа дебютира като актриса едва на 7 години. Дебютният ѝ филм е от 1950 г. и се казва Hamari Beti. Освен че е нейният дебютен филм, той е дебютен филм и за сестра ѝ Нутан Бел. Освен двете сестри, във филма участва и тяхната майка Шобна Самарт. 42 години по-късно Тануджа повтаря историята и също участва в дебютния филм на дъщеря си, Каджол. Дебютният филм на дъщеря ѝ е Bekhudi от 1992 година. Там двете играят майка и дъщеря. През 2002 година тя партнира във филма Saathiya на племенницата на мъжа си, Рани Мукерджи.
Тануджа става излючително известна след участието си в успешния филм „Слонът, моят приятел“ от 1971 година. Там изпълнява главната женска роля. Във филма тя партнира на актьора Раджеш Кана.
Тануджа е част от популярна филмова двойка, заедно с актьора Соумитра Чатерджи. Снимала се е в 112 филма.